# Regenboogstadion
Regenboogstadion – stadion piłkarski, położony w mieście Waregem, Belgia. Swoje mecze na tym obiekcie rozgrywa zespół SV Zulte-Waregem. Jego pojemność wynosi 8500 miejsc.